# Pod Nową Górą
Pod Nową Górą – polana w Pieninach. Znajduje się na głównym grzbiecie Pienin Czorsztyńskich, na południowym stoku Nowej Góry.
Polana położona jest na wysokości około 720–740 m na obszarze Pienińskiego Parku Narodowego, ale do 2016 r. była własnością prywatną. Jej właściciele zaprzestali wypasania na niej, nie opłaciło im się także jej koszenie. Pienińskie łąki są cenne przyrodniczo; są siedliskiem wielu gatunków roślin, grzybów i zwierząt, w tym wielu rzadkich i ginących. Zaprzestanie wypasania i koszenia polan i łąk prowadzi do ginięcia tych zwierząt i do zmniejszenia bioróżnorodności. Dyrekcja parku stara się wykupywać te tereny. Polana pod Nową Górą została wykupiona, dzięki czemu PPN prowadzi na niej zabiegi ochrony czynnej; odkrzaczanie i koszenie.
Polana znajduje się w granicach wsi Sromowce Niżne w województwie małopolskim, w powiecie nowotarskim, w gminie Czorsztyn.